# Räntehök
Räntehök och ränteduva eller enbart hök och duva, är beteckningar på  penningpolitisk beslutsfattare som skiljer sig åt i hur de förhåller sig till styrräntan, där höken föredrar att höja och duvan föredrar att sänka räntan. Begreppen används ibland av externa bedömare som delar in ledamöterna i Sveriges riksbanks direktion i räntehökar respektive ränteduvor.
Uttrycket kommer ursprungligen från amerikanska kongressen där war hawk ("krigshök") respektive peace dove ("fredsduva") åsyftar de olika viljorna att gå in i krig respektive hålla sig utanför och försöka lösa problem med fredliga medel. 